# JALエクスプレス
株式会社ジャルエクスプレス（JAL Express Co., Ltd.）は、かつて存在した日本の航空会社で、日本航空の連結子会社であった。

## 概要

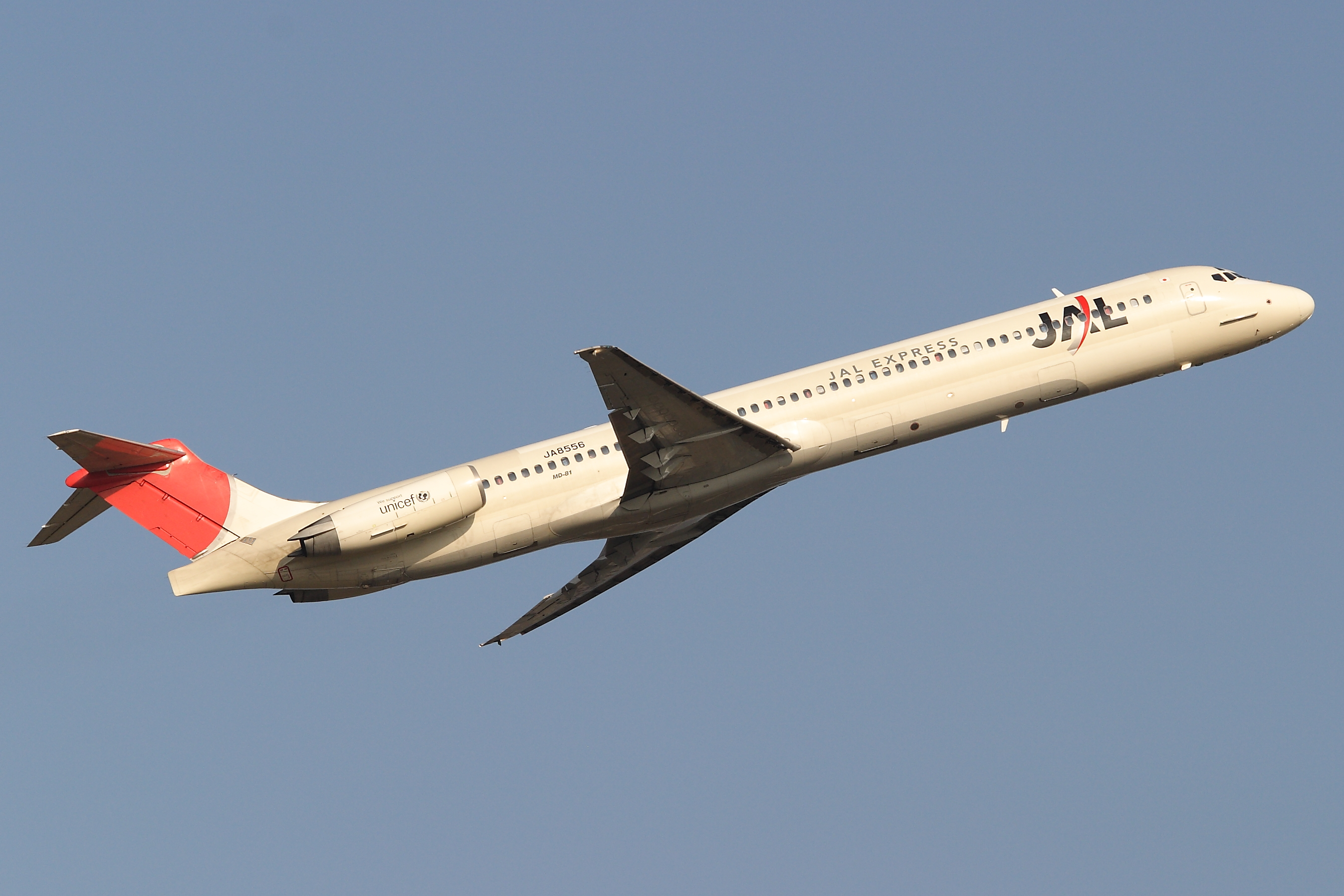
マクドネル・ダグラス MD-81

JALエクスプレスは、JALグループのうち、東京国際空港（羽田空港）を拠点に同空港発着便を中心とした国内線地方路線運航を主業務としていた会社であり、ボーイング737-800で、小規模路線や地方空港同士を結ぶ路線の運航を行っていた。また2009年5月8日より一部の近距離国際線の運行も日本航空から移管された。日本航空の合理化に伴い、羽田発着路線のボーイング737での運航が増加したことで、JALからの受託路線が多くなった。その影響で、2011年10月31日に本社および拠点空港を大阪国際空港（伊丹空港）から東京国際空港に移転させた。
同社の客室乗務員は「スカイキャスト」と呼ばれ、2014年9月末現在ではJALグループ共通の制服を着用していたが（女性制服のスカーフのみ各社で違う）、2013年6月の制服改定以前は、JAL本体の紺色のジャケットと違い、赤色のジャケットを着用していた。スカイキャストは、通常の業務に加え、JAL本体や他社は外部委託する機内清掃なども行うことによって、費用削減（設立当初はコストの20%削減を目指した）と時間短縮をし、多頻度運航を行うものである。JALからの受託路線増加に伴い、羽田空港でもJEXの乗務員を目にする機会が増えた。2010年7月9日、日本初の女性機長が誕生したが、同年8月に、自社養成のパイロット訓練生として入社予定だった内定者26人に事実上の内定取り消しを言い渡していたことが報じられた。
機内誌としてJALグループ共通の『SKYWARD』。過去にJEXのスカイキャスト手作りの機内誌『JEXレター』（季刊）が用意されていた。JEXレターの一部記事は大阪空港交通の車内誌『Limo. press』にも転載されていた。
2006年10月1日よりボーイング737-400、2008年4月より導入が進められているボーイング737-800に「クラスJ」を導入していた。
なお、その運航安定性は高い評価を受けており、アメリカのConducive Technology社が行った2009年度の定時到着率の調査において、アジアの航空会社中第1位の認定を受けた。
2011年3月27日から、JAL、ジェイ・エアとともに、共同引受による運航形態に変わり、JALエクスプレス運航便はJAL便としての運航となった。同じように全便JAL便として運航されるジェイ・エアと同じく、予約時および空港・機内での案内では一貫してJAL便としているが、機内アナウンスでは、JALエクスプレスによる運航である旨も周知されていた。
2014年3月26日、親会社の日本航空は当社を吸収合併すると発表し、2014年10月1日に日本航空に合併された。使用されていたIATA航空会社コードの「JC」は同じJALグループの日本エアコミューターが再使用している。

## 就航路線
2011年3月27日から2014年9月30日までは全便JAL便として運航されていた。JEX運航便では機内オーディオサービスはなかったが、JAL便として受託運航する場合は、現行と同様にそれらのサービスを実施していた。さらにボーイング737-800では、ビデオ放送も実施していた。
（2011年11月現在）
- 東京国際空港 - 新千歳空港、女満別空港、旭川空港、釧路空港、帯広空港、青森空港、三沢空港、秋田空港、関西国際空港、岡山空港、広島空港、山口宇部空港、出雲空港、徳島空港、高松空港、高知空港、松山空港、北九州空港、長崎空港、宮崎空港、鹿児島空港
- 大阪国際空港 - 成田国際空港、仙台空港、熊本空港、奄美空港、鹿児島空港
- 関西国際空港　- 成田国際空港、新千歳空港、那覇空港
- 中部国際空港 - 成田国際空港、新千歳空港、仙台空港
- 福岡空港 - 成田国際空港、新千歳空港等

## 使用機材

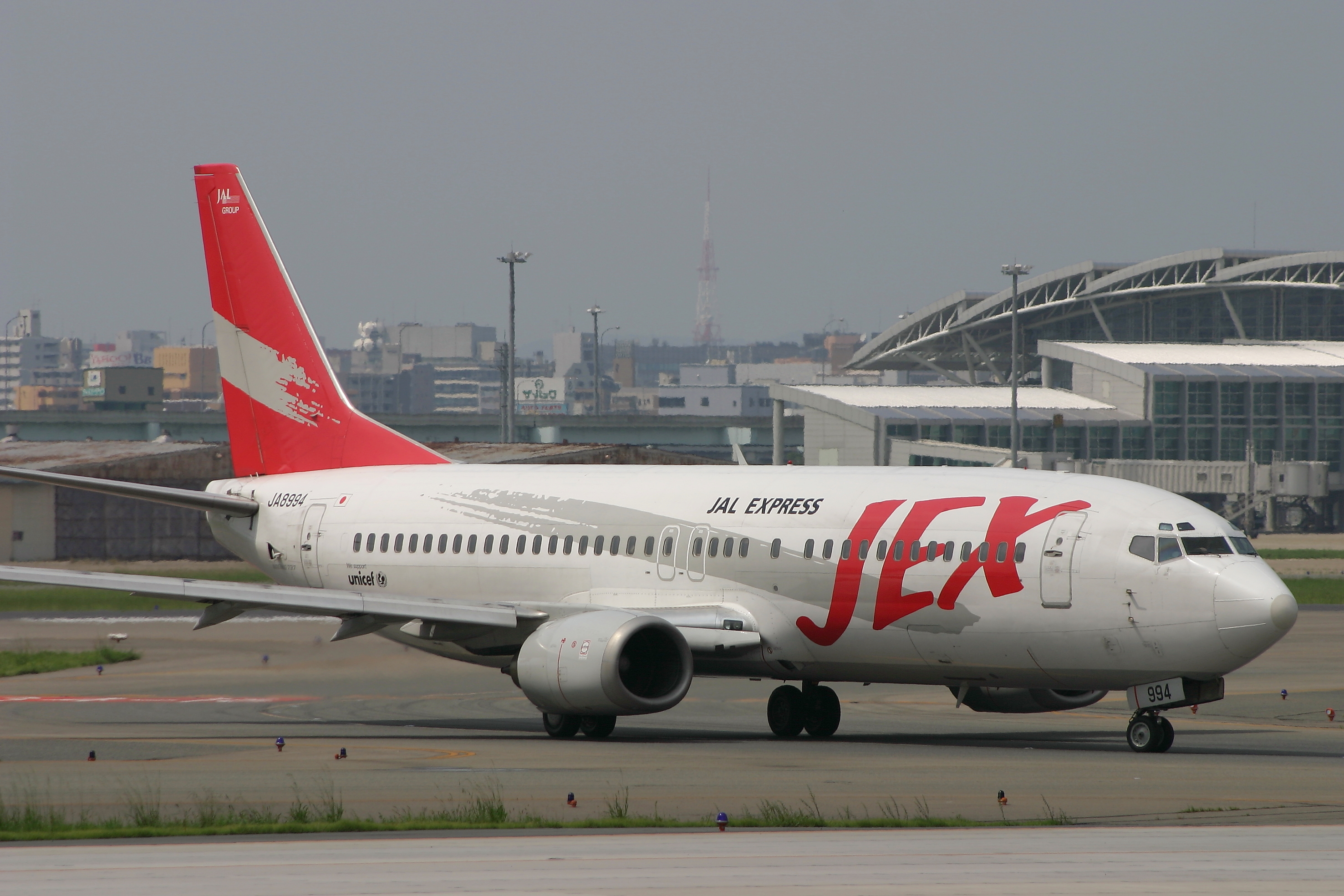
ボーイング737-400型機（JEX塗装）

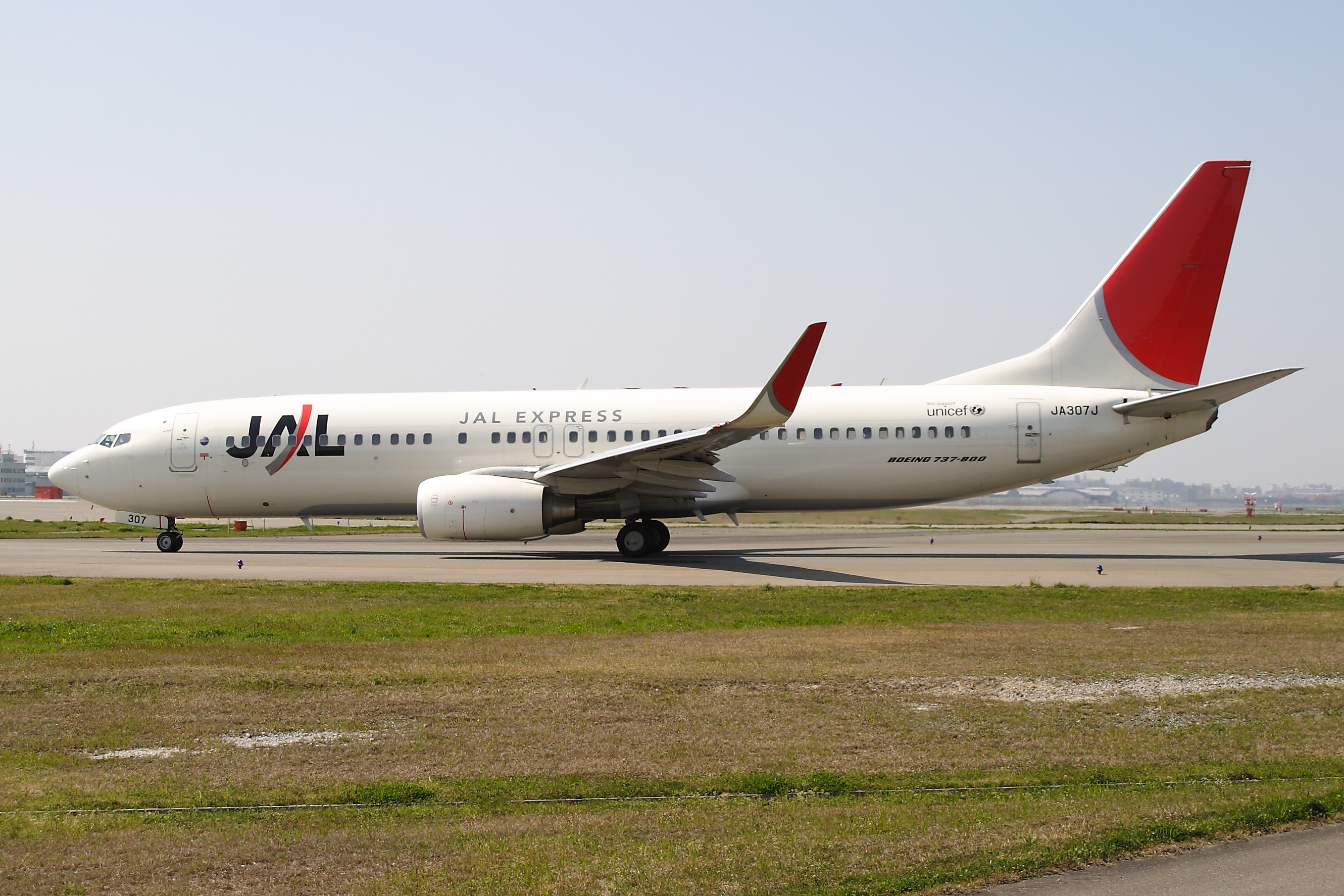
ボーイング737-800型機

2014年9月時点でJALエクスプレスは、以下の1機種のみで運航していた。
- ボーイング737-800 39機…クラスJ20席・普通席145席・計165席の国内線仕様（V30）。JALと共通運用を行っている。運航開始は2008年1月1日、JEX便での運航は2008年7月1日に開始。小糸工業のシート材防火偽装事件のあおりを受け、2009年12月から2011年6月までに導入された16機はすべて普通席の176席仕様で納機されたが、他社製の座席に切り替えることでクラスJ設置の165席仕様へ改修された。

過去機材
- ボーイング737-400 8機…クラスJ20席・普通席125席・計145席の国内線仕様（V55）。1998年7月から2011年7月まで運航。運航開始後に導入されたJA8999以外は全機JALから移管され導入[8]。退役後は同じくJALグループの日本トランスオーシャン航空に全機転籍している。
- マクドネル・ダグラスMD-81 7機…クラスJなし・普通席163席・計163席の国内線仕様（N01）。2005年4月から2010年6月まで。同じくJALから移管され導入。客室は日本エアシステム時代から改修されずに運用されていた。

## 塗装
JALグループであるため、基本的にJALデザインと同じであった。
設立当時
赤字に「JEX」の文字と灰色の帯が斜めに配され、横に斜体で「JAL EXPRESS」と小さく表記されていた。垂直尾翼は鶴丸ではなく赤地に灰色の帯を斜めに配したスタイルであった。
2代目
当時のJALで採用されていた「The Arc of the Sun（太陽のアーク）」によるデザインであり、「JAL」（Aの横棒がなくノが入る）のロゴの横に「JAL EXPRESS」と表記。日本航空に合併後、ボーイング737-400の2代目塗装は移籍先の日本トランスオーシャン航空で2015年ごろまで残存していた。また、ボーイング737-800も2代目塗装が施されていた機体が残存し、最後まで旧JEX2代目塗装だったJA322Jが2015年1月に現在のJALの塗装になっている。
3代目
JALの鶴丸採用によるデザインであり、ホワイトボディに斜体黒字で「JAL EXPRESS」と表記され、尾翼に鶴丸が配される。鶴丸内の表記は「JAL」であった。日本航空に合併後も唯一描かれた最後のJEX塗装（JA344J）が2018年11月5日、羽田発那覇行きJL923便を最後に姿を消した。

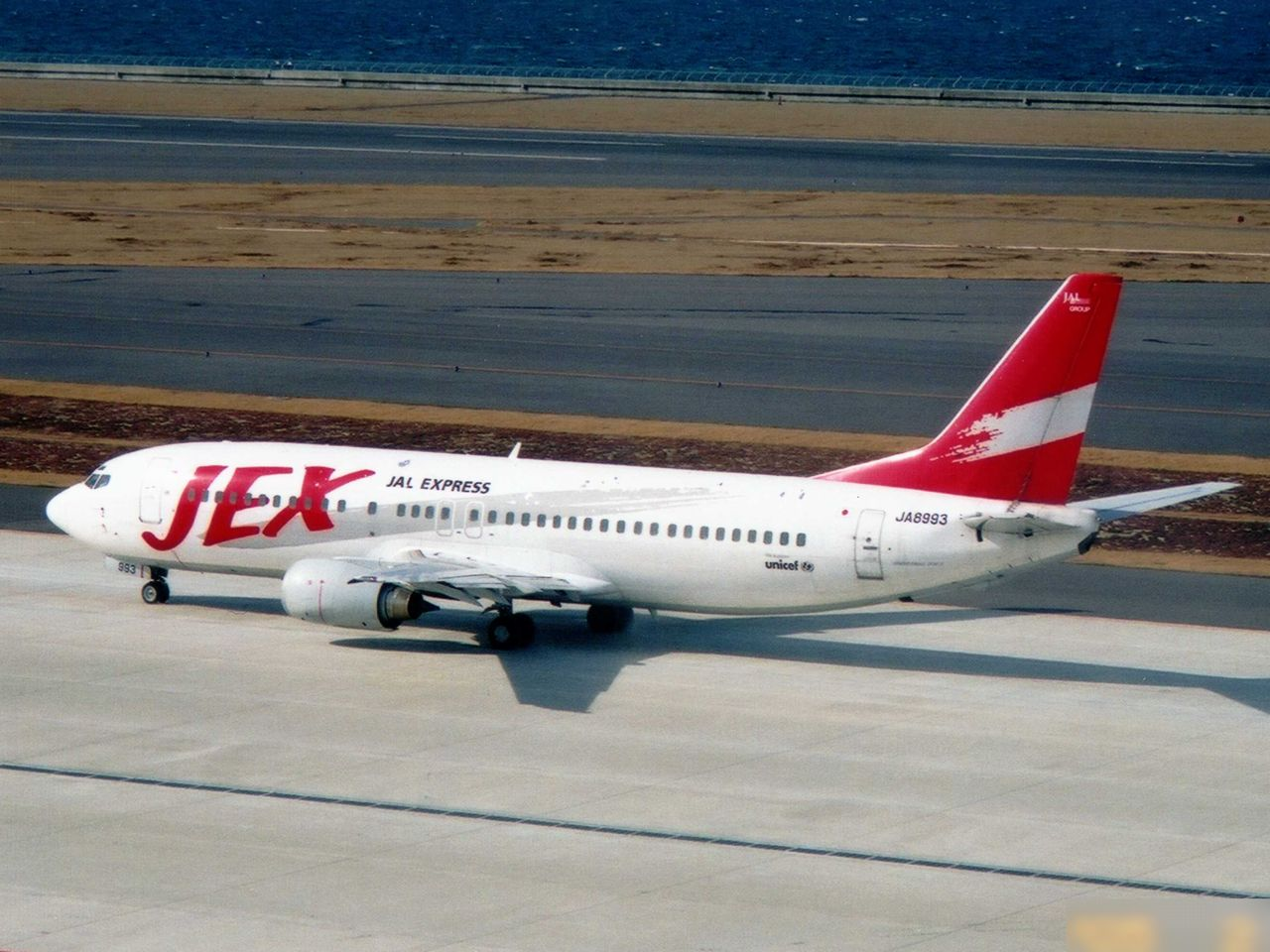
初代塗装のボーイング737-400型機
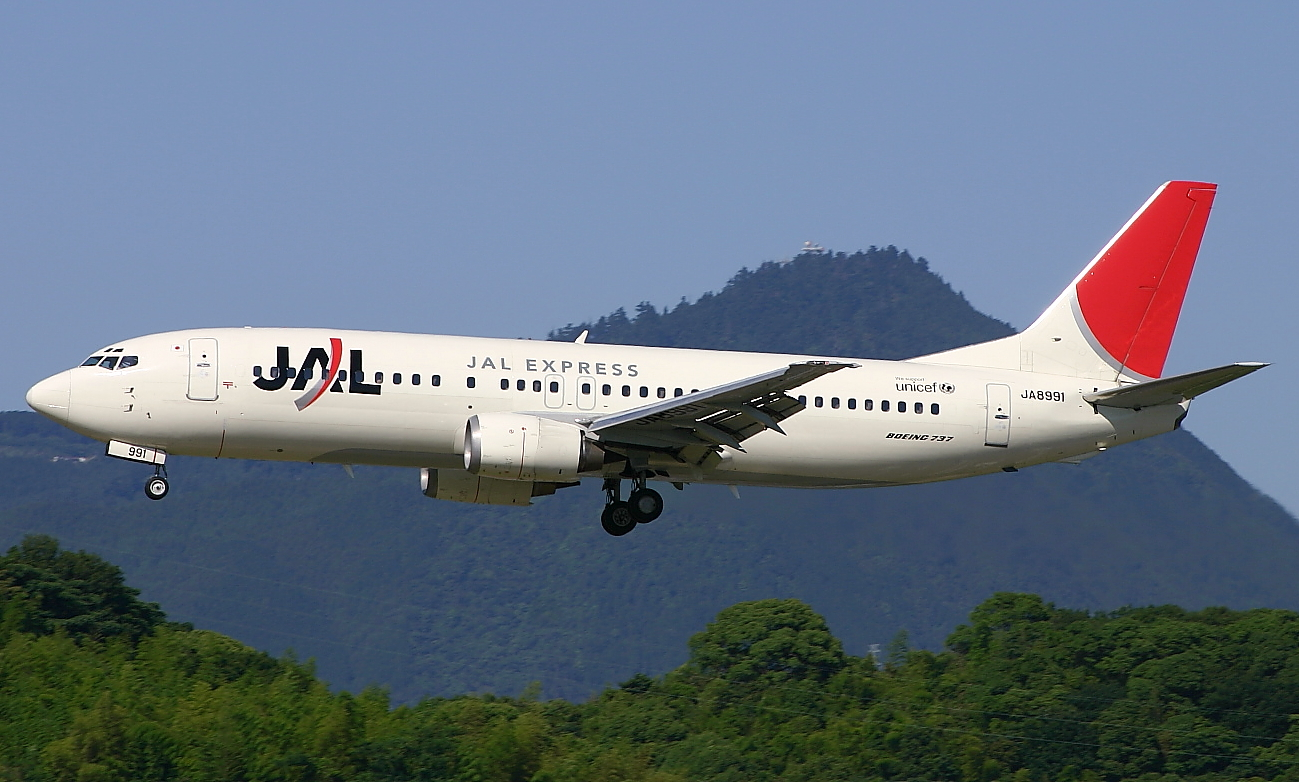
「太陽のアーク」塗装のボーイング737-400型機
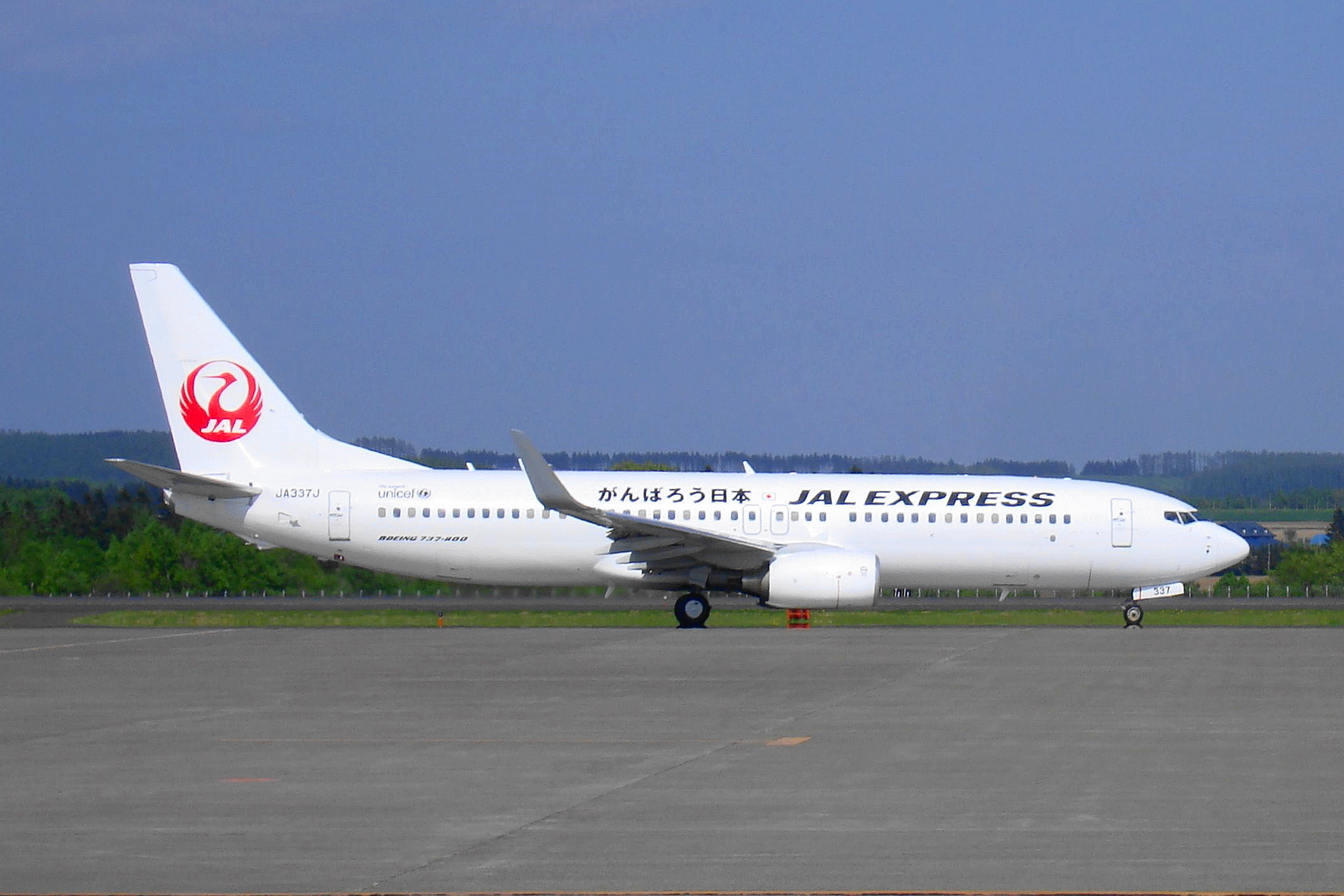
鶴丸塗装のボーイング737-800型機